# Daphne (Sammlungsdatenbank)

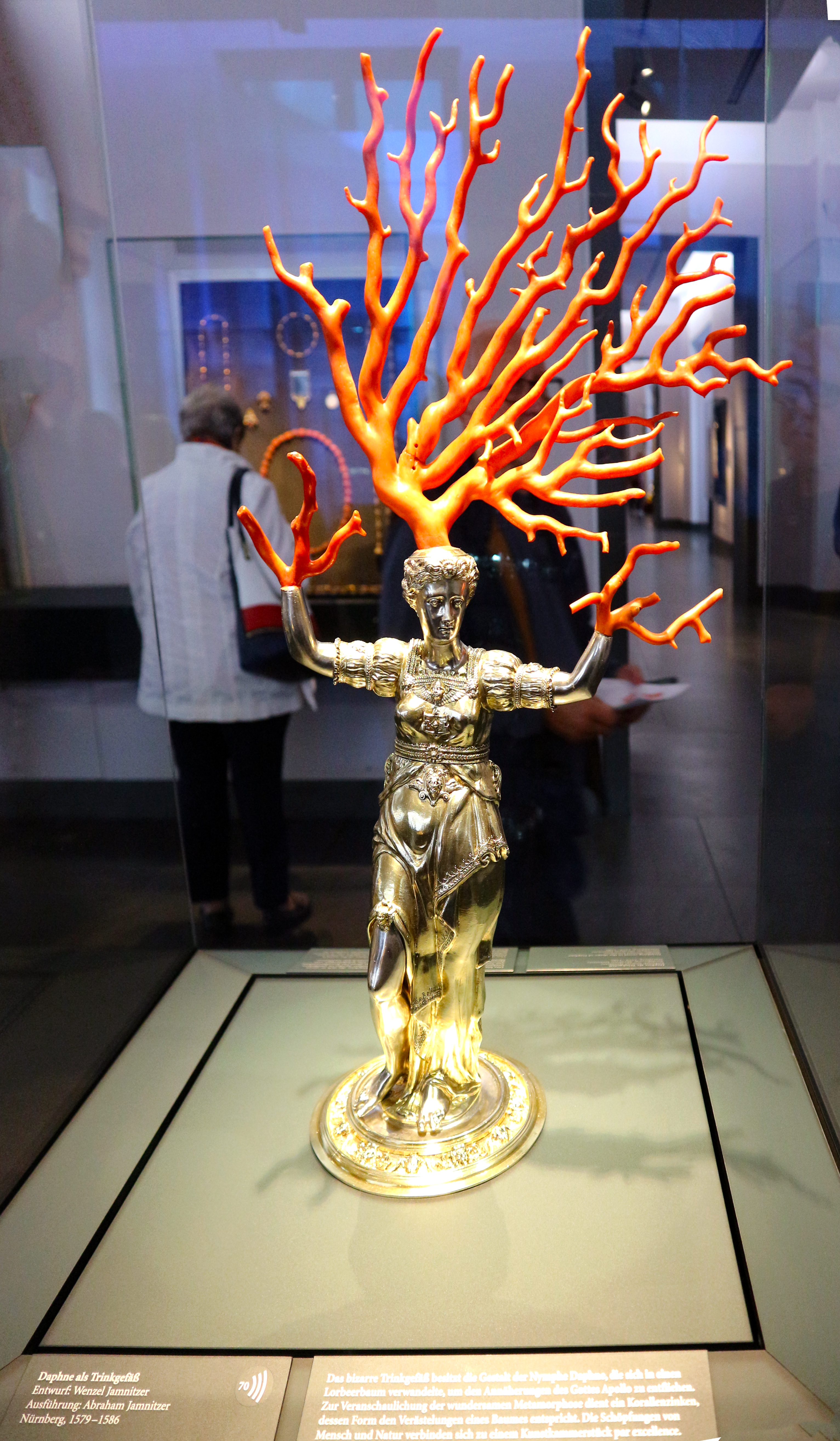
Die Namenspatronin Daphne als Pokal mit Korallenzinken, geschaffen von Abraham Jamnitzer, befindet sich heute in der SKD im Grünen Gewölbe. Diese Replik entstand unter der Nutzung der originalen Gussform von Wenzel Jamnitzer vom Ende des 16. Jahrhunderts.

robotron*Daphne ist eine Software zur Verwaltung von Sammlungen kultureller Institutionen und Gedächtnisorganisationen (z. B.: Museen, Archive, Privatsammler oder Künstlernachlässe).

## Geschichte
2005 begannen im Auftrag der Staatlichen Kunstsammlungen Dresden (SKD) die Entwicklungsarbeiten durch die Dresdner Firma Robotron Datenbank-Software GmbH (RDS). Mit Hilfe der Software sollte bei den SKD erstmals im Rahmen des 2008 gestarteten „Daphne“-Projektes die systematische Recherche der Herkunft sämtlicher Zugänge seit 1933 möglich werden.
Der Name Daphne leitet sich von einem Trinkgefäß ab, das Wenzel Jamnitzer um 1570 in Anlehnung an die griechische Sage von der Bergnymphe Daphne geschaffen hatte. Gegen Ende des gleichen Jahrhunderts erstellte Abraham Jamnitzer eine Replik, die heute Bestand des Grünen Gewölbes in Dresden ist. In der griechischen Mythologie wird Daphne in einen Lorbeerstrauch verwandelt; robotron*Daphne steht für die Verwandlung realer Kunstwerke in digitale Medien.
Mit der ersten Produktivsetzung 2006 standen die Funktionalitäten der Objekterfassung (z. B. Material, Technik, Objektart, Datierung, Schlagwort, Standort, Registrardaten etc.) und Provenienzforschung im Fokus. Seitdem wird robotron*Daphne konstant weiterentwickelt und funktional stark erweitert. Mit der umfassenden Schenkung des Kunstsammlers Egidio Marzona 2016 und der Etablierung des Archivs der Avantgarden (AdA) als weitere Sammlung der SKD wurde 2017 ein Archivmodul konzipiert und implementiert.

## Funktionen und Eigenschaften
Die Anforderungen an die technologische Entwicklung bestanden sowohl darin, die individuellen Bedürfnisse und heterogenen Profile aller 15 Sammlungen des Museumsverbundes abzudecken, als auch ein System zu schaffen, das die Verarbeitung großer Datenmengen erlaubt. Gleichermaßen standen die Erfassungsgeschwindigkeit sowie eine schnelle und einfache Einarbeitung von Museumsmitarbeitern im Vordergrund.
Diese Systemanforderungen prägen das Sammlungsmanagementsystem bis heute maßgeblich. Beispielsweise ermöglichen Funktionalitäten wie Kopierfunktionen, Massenänderungen, Schnellerfassung oder CSV-Importe eine hohe Erfassungsrate. Sammlungsspezifische Informationen können mit Hilfe von Spezialdatensätzen – etwa für numismatische oder geologische Sammlungen – erfasst werden.
Der modulare Aufbau ermöglichte eine einfache Integration weiterer Module für Leihverkehre, Ausstellungsmanagement, Restaurierungen, Theater, Literatur, Interviews, Archivwesen und der Online Collection.
Neben der Inventarisierung und Erschließung der Sammlungsbestände sehen vor allem Museen heutzutage eine wichtige Aufgabe darin, im digitalen Raum ihre Sammlungen und Erkenntnisse zugänglich zu machen und mit anderen Institutionen zu verknüpfen. Dies bedingt das Einhalten von Museumsstandards und die Nutzung von kontrollierten Vokabularen. Normdaten für Personen, Institutionen und Verschlagwortung bezieht robotron*Daphne aus der Gemeinsamen Normdatei der Deutschen Nationalbibliothek, während geografische Namen aus der Open-Source-Datenbank GeoNames übernommen werden. Eine Unterstützung der Mehrsprachigkeit ermöglicht der eingebundene Art and Architecture Thesaurus. Mithilfe von LIDO, einem Standardformat für den Datenexport, ist eine Weitergabe von Informationen aus robotron*Daphne an nationale (z. B.: Deutsche Digitale Bibliothek) sowie internationale (z. B.: Europeana) Portale möglich.
Mit der SPECTRUM-Zertifizierung 2018 gewährleistet die Software die aktuellen Dokumentationsrichtlinien für die Objekterfassung und weiterer musealer Verfahren wie beispielsweise Leihverkehr, Ausstellungsmanagement oder Standortverwaltung. Im Herbst 2019 wurde ein Multimedia-Guide für Daphne auf der Exponatec Cologne vorgestellt.

## Verbreitung
Heute wird robotron*Daphne in zahlreichen kulturellen Institutionen und Gedächtnisorganisationen eingesetzt, wie beispielsweise im Stadtmuseum Berlin, im Deutschen Uhrenmuseum Glashütte, im DDR Museum Berlin, im Brandenburgischen Landesmuseum für moderne Kunst, in der Stiftung Luthergedenkstätten in Sachsen-Anhalt, der Kustodie der TU Dresden, der Stiftung Berliner Mauer oder dem firmeneigenen Unternehmensmuseum der Robotron Datenbank-Software GmbH (Robotron Museum).